# Ansar Bait al-Maqdis
Ansar Bait al-Maqdis ( ABM; del árabe أَنْصَارُ بَيْتِ الْمَقْدِس, Partidarios de la Santa Casa, Anṣār Bayt al-Maqdis), o Ansar Al-Quds ( traducción literal Partidarios de Jerusalén), fue un grupo terrorista yihadista con sede en el Sinaí entre 2011 a 2014
Ansar Bait al-Maqdis estuvo vinculado a Al Qaeda durante tres años. Operó en la península del Sinaí, centró sus esfuerzos en Egipto y el gasoducto a Jordania, con un puñado de ataques dirigidos a Israel. A mediados de 2013, inició una campaña de ataques contra las fuerzas de seguridad egipcias y, en noviembre de 2014, el grupo juró lealtad al Estado Islámico de Irak y el Levante (ISIS).  La mayor parte del grupo se convirtió en una rama de ISIS, rebautizándose como Provincia del Sinaí.

## Descripción general
ABM surgió de la conjunción de otros grupos yihadistas salafistas nativos de la península del Sinaí. Algunos de estos grupos tenían vínculos con yihadistas salafistas de Gaza o líderes que habían luchado en el extranjero, incluso con Al Qaeda.
ABM surgió del caos que inicion en el Sinaí después del levantamiento de enero de 2011. Sus operaciones aumentaron a raíz del golpe de estado egipcio de 2013, trasladando su objetivo principal de Israel a las fuerzas de seguridad egipcias, declarando al ejército y a la policía egipcios apóstatas a los que se debe matar.
Se creía que ABM había sido el principal grupo detrás de la actividad militante del Sinaí. Desde septiembre de 2013, hasta finales de enero de 2014, ABM se atribuyó la responsabilidad de una rápida sucesión de ataques a gran escala en todo Egipto, incluido el intento del asesinato del ministro del Interior egipcio, Mohamed Ibrahim. El ABM reclutó a beduinos,así como a otros egipcios y personas de otras nacionalidades. Se informó que diez líderes del grupo escaparon del Sinaí a Gaza y Marsa Matrouh a fines de 2013.
En 2014, ABM envió emisarios al ISIS en Siria para buscar apoyo financiero, armas y asesoramiento táctico. El 10 de noviembre de 2014, muchos miembros de ABM prestaron juramento de lealtad a Abu Bakr al-Baghdadi, líder del ISIS.  Tras esta promesa, los partidarios de ISIS dentro de ABM formaron una rama oficial del ISIS en la región, conocida como Wilayat Sinai, la provincia del Sinaí del Estado Islámico (o ISIS-PS).

## Designación como organización terrorista
ABM o ISIS-PS fue designada organización terrorista por Egipto, Emiratos Árabes Unidos, el Reino Unido,  y los Estados Unidos.

## Ataques

Bandera alternativa usada por Ansar Bait al-Maqdis

Ataques reivindicados o atribuidos por ABM:
- Bombardeos de los gasoductos de Egipto a Israel y Jordania varias veces.[20][21]
- Se registran ataques transfronterizos en el Sur de Israel, cerca del Monte Harif, dejando un soldado israelí y tres terroristas muertos, y un soldado israelí herido.[5][22]
- Septiembre de 2013: Intento de asesinato al ministro del interior Mohamed Ibrahim Moustafa.[23]
- Ataque de octubre de 2013 contra un edificio de inteligencia militar en Ismailía.[24]
- Noviembre de 2013, asesinato de Mohamed Mabrouk, un oficial de seguridad involucrado en el juicio contra Mohamed Morsi, quien fue asesinado a tiros afuera de su casa en ciudad Nasr.[25]
- 24 de diciembre de 2013: Ataque con explosivo de un complejo policial en El Mansurá, matando al menos a 16 personas, incluidos 14 agentes de policía.[26]
- 20 de enero: Ataque con cohetes a Eilat. No se reportaron daños ni heridos..[27]
- 23 de enero: Milicianos atacaron un puesto de control policial en Beni Suef que mató a 5 personas..[28]
- 31 de enero de 2014: se lanzó un cohete desde la península del Sinaí dirigido a Eilat, Israel. El sistema Cúpula de Hierro interceptó el cohete.[29]
- 16 de febrero: Se registra una ataque suicida contra un autocar turístico en Taba, Egipto. El autobús estaba estacionado, esperando cruzar a Israel en el cruce fronterizo de Taba, cuando un atacante suicida solitario entró en el autobús abierto y detonó sus explosivos, matando cuatro personas e hiriendo 17.[30] El grupo adviritió a todos los turistas abandonaran Egipto antes del 20 de febrero de 2014.[31]
- Los ataques del 2 de mayo de 2014 que mataron a 3 personas en el Sinaí.[32]
- 19 de julio: Ansar Bait al-Maqdis tendió una emboscada a soldados del ejército egipcio, este evento se conoce como la emboscada de Farafra de 2014, en la cual murieron 22 soldados y 8 terroristas.[33]
- 28 de agosto, ABM publicó un vídeo que mostraba la decapitación de 4 egipcios acusados de ser espías del Mossad y de proporcionar inteligencia a Israel.[34]
- A finales de septiembre de 2014, terroristas asesinan de 6 miembros del personal de seguridad.[35]
- 8 de octubre: una facción de ABM en la Franja de Gaza, autodenominada Estado Islámico de Gaza, lanzó un ataque con bomba contra el Centro Cultural Francés en la ciudad de Gaza, sólo para emitir una declaración varias horas después negando cualquier responsabilidad por el ataque.
- 28 de octubre: ABM publicó un vídeo de propaganda gráfica en el que se atribuye la responsabilidad de los ataques al Sinaí de octubre de 2014 que mataron a 28 soldados al noroeste de la ciudad de Arish. El grupo también fue responsable de un tiroteo desde un vehículo varias horas después en un puesto de control en Arish que mató a tres soldados.[36]

Después de noviembre de 2014, los ataques del grupo fueron reivindicados como ISIS-SP.